# Anacleto Jiménez
Anacleto Jiménez Pastor (Logroño, 24 febbraio 1967) è un ex mezzofondista spagnolo.

## Palmarès

### Mondiali indoor
- 1 medaglia:
  - 1 argento (Barcellona 1995 nei 3000 m piani)

### Europei indoor
- 1 medaglia:
  - 1 oro (Stoccolma 1996 nei 3000 m piani)

### Universiadi
- 1 medaglia:
  - 1 oro (Zagabria 1987 nei 5000 m piani)

### Campionati ibero-americani
- 1 medaglia:
  - 1 argento (Siviglia 1992 nei 5000 m piani)